# Blanchon (groupe)
Vous venez d’apposer le modèle de débat d'admissibilité.
Avant toute chose, veuillez créer la page de débat correspondante en cliquant ici.
- Une fois la page de vote initialisée, rafraîchissez cette page, et le bandeau prendra son aspect définitif.
- Si votre débat d'admissibilité est groupé (le motif et l’argumentation doivent être les mêmes), modifiez cette page pour ajouter au modèle le paramètre « cat » suivi du nom de la page de discussion de l’article pour lequel la page de débat existe déjà (ex. : cat=Discussion:Nom_de_l'autre_article). Ensuite, suivez les nouvelles instructions qui apparaissent.
- Vous pouvez également utiliser le paramètre « type » pour faciliter l’accès aux critères d’admissibilité. Exemple : {{suppression|type=mot-clé}}. Liste des mots-clés existants : fiction, musique, art visuel, fanzine, jeu de société, porno, sportif, association, enseignement, société, site web, route, nombre, (Liste complète ici).

| 1. | Créez la page de débat d'admissibilité.                                                                      | Sauvegardez d’abord la page pour l’initialiser puis indiquez votre motivation.           |
| 2. | Important : ajoutez une entrée dans la section Débat d'admissibilité du jour.                                | Utilisez ce texte : *{{L\|Blanchon (groupe)}}                                            |
| 3. | Pensez à informer les contributeurs principaux de la page et les projets associés lorsque cela est possible. | Utilisez ce texte : {{subst:Avertissement débat d'admissibilité\|Blanchon (groupe)}}~~~~ |

 (août 2023).
 (août 2023).
 (août 2023).
Pour les articles homonymes, voir Blanchon (homonymie).
Le Groupe Blanchon est une entreprise française spécialisée dans la fabrication de produits de finitions, de protection et de peintures de spécialités vendus sous les marques commerciales Blanchon, Syntilor, Ciranova, Carver et Rigo Verffabrief.

## Histoire

### Origine
Le groupe Blanchon est fondé en 1832 par André Blanchon à Saint-Priest en Auvergne-Rhône-Alpes. Après être passé par Saint-Fons en 1981, le groupe déménage en 2016 pour revenir sur ses terres d'origines, à Saint-Priest.

### Développement
L'entreprise commence son développement à l'international en faisant l'acquisition de Ciranova, en 2021. Avec les rachats du groupe suisse Bigler et de l'entreprise Rigo Verffabriek et Rigo Verfcentrum, le groupe possède 4 filiales en Suisse, Belgique, Pays-Bas et Italie.

## Activité
En 2011, l'entreprise lance un système anti-UV incolore pour améliorer la protection des bardages en bois.
En 2023, Blanchon fait partie des 180 marques affichant l'index écologique sur ses produits.

## Marques
Le groupe Blanchon compte 5 marques, dont une destinée au grand public :
- Pour le marché de la distribution professionnelle : Blanchon, Ciranova, Carver, et Rigo Verffabrief
- Pour le marché des industriels de revêtements de sols : Blanchon Tech et Ciranova Tech
- Pour le marché du bricolage : Syntilor